# Zawady Oleckie
Zawady Oleckie (Duits: Sawadden; 1938-1945: Schwalgenort) is een plaats in het Poolse woiwodschap Ermland-Mazurië, in het district Olecki. De plaats maakt deel uit van de landgemeente Kowale Oleckie.